# Yagli-El
Yagli-El (Yaglï-'-el -der Gott zeigte sich) war ein König von Dilmun, der um 1700 v. Chr. auf Bahrain regierte. Er ist von drei akkadischen Inschriften auf drei Steingefäßen, die sich in seinem Grab fanden, bekannt. Eine weitere Inschrift mit seinem Namen auf einem Steingefäß fand sich in Qalʿat al-Bahrain.  Er wird dort als Diener des Inzak, der vom (Stamme) Agarum bezeichnet. Sein Vater, der König Rimum, wird auch genannt. Die Gefäße fanden sich 2012 bei Ausgrabungen in großen Grabhügeln, die offensichtlich die Grabanlagen der Herrscher von Dilmun waren. Große Teile von Bahrain sind mit solchen Grabhügeln bedeckt.
Sein Grabhügel (Royal Mound 8) ist der einzige, der mit einiger Sicherheit einem König von Dilmun zugeordnet werden kann. Der runde Hügel war einst etwa 21 m im Durchmesser. Er war vor der Ausgrabung noch etwa 6,5 m hoch anstehend. Um den Hügel verlief einst eine Mauer, deren Durchmesser 31,6 m ist. Das Innere des Hügels hat im Osten einen Eingang. Es folgt ein Gang, an dessen beiden Seiten sich jeweils drei langgestreckte Kammern befinden. Am Ende des Ganges befindet sich eine einzelne Kammer, die einst mit einem Steinblock verschlossen war. Die Anlage fand sich beraubt. Es fand sich Keramik und die Reste diverser Steingefäße, von denen ein Teil beschriftet war.